# S&P 500

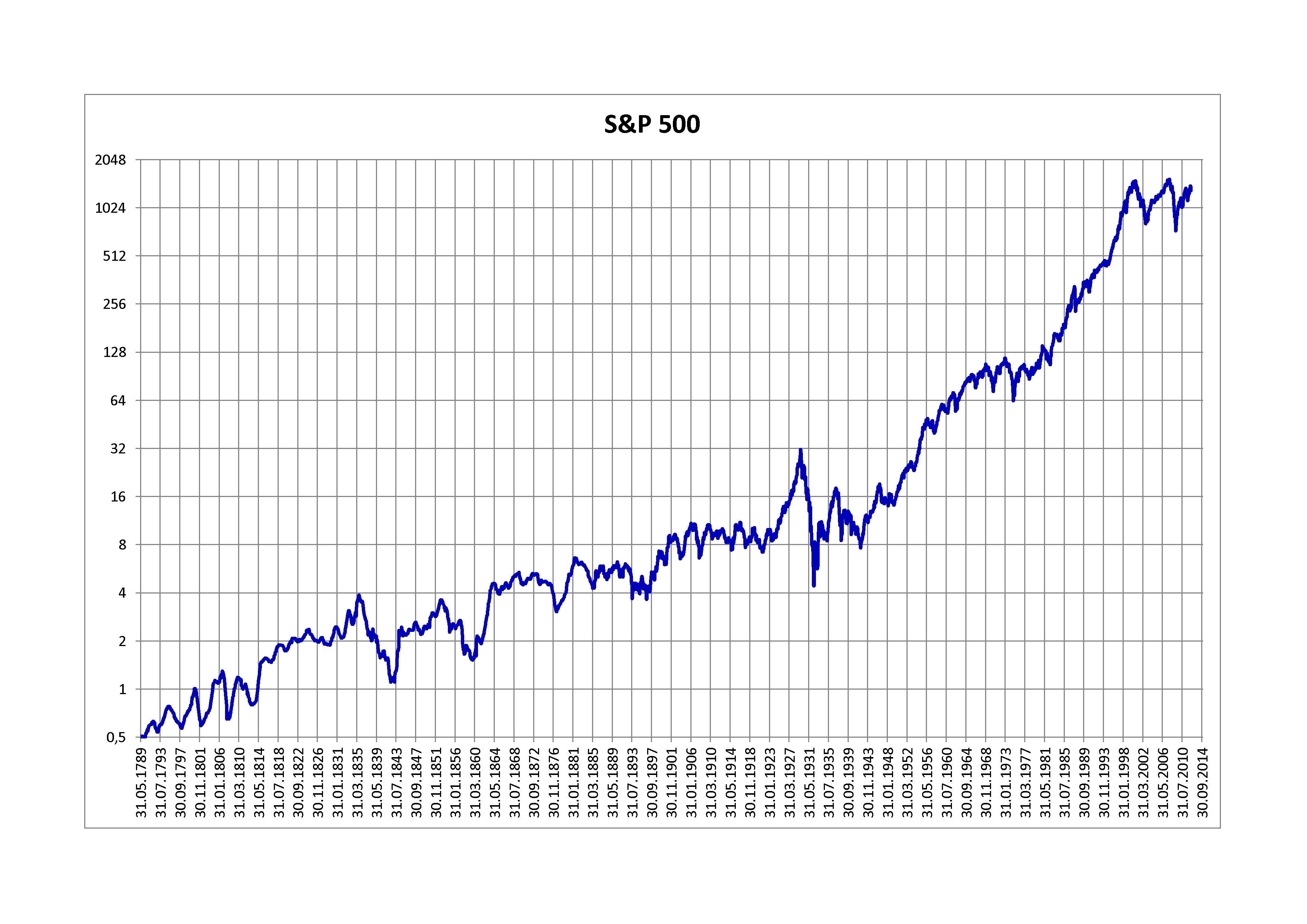
S&P 500 1789-2012

Standard & Poor's 500, noto nella forma abbreviata di S&P 500, è il più importante indice azionario statunitense. È stato creato da Standard & Poor's nel 1957 e segue l'andamento di un paniere azionario formato dalle 500 aziende statunitensi a maggiore capitalizzazione.

## Descrizione
Fanno parte dell'S&P 500 le azioni di grandi aziende contrattate al New York Stock Exchange (NYSE), all'American Stock Exchange (AMEX) e al Nasdaq. Il peso attribuito a ciascuna azienda è direttamente proporzionale al valore di mercato. Si tratta dell'indice più significativo dell'intero mercato americano ed ha soppiantato lo storico Dow Jones, paniere dei 30 principali titoli americani. 
L'indice è gestito da S&P Dow Jones Indices, una joint venture controllata da McGraw Hill Financial. S&P Dow Jones Indices pubblica molti indici del mercato azionario, come il Dow Jones Industrial Average, S&P MidCap 400, S&P SmallCap 600, e il S&P Composite 1500. 
L'S&P 500 ha raggiunto nel 2021 nuovi valori massimi, spinto al rialzo dalla politica accomodante della Fed sui tassi di interesse e dalla forte espansione dell'economia statunitense. L'indice ha così proseguito un andamento rialzista sostenuto dal 9 marzo 2009. Al 2022 quattro fondi comuni di investimento statunitensi possiedono il 90% delle aziende quotate al S&P. In particolare, Vanguard è il primo azionista di 330 aziende, mentre BlackRock di altre 38.

## Storia
Il future sull'S&P 500 introdotto nel 1982 è lo strumento principe usato dai gestori per seguire l'indice o per effettuare coperture sul mercato USA. Viene contrattato al CME (Chicago Mercantile Exchange).

## Criteri di selezione
A partire dal 2005, l’indice prende in considerazione il numero di azioni in libera circolazione. In realtà, molte delle 500 aziende quotate hanno solo un effetto limitato alla dinamica dell’indice. Con riferimento alla fine del giugno del 2021, il peso totale dei dieci fondi delle azioni più importanti dello S&P 500 nel relativo indice era circa 26,6%.
I criteri dell’inserimento nello S&P 500:
- L’azienda deve provenire dagli Stati Uniti.
- La capitalizzazione di mercato dell’azienda deve essere superiore a 11,2 miliardi di dollari.
- La quota delle azioni in libera circolazione deve essere almeno il 50%.
- L’azienda deve essere quotata presso la Borsa di New York o iscritta presso il NASDAQ.
- Il rapporto tra il volume di affari annuale e la capitalizzazione di mercato deve essere almeno 0,3.
- Il controvalore scambiato mensile deve essere superiore a 250 000 azioni per ognuno dei sei mesi antecedenti la data della valutazione.
- Trasparenza del bilancio.
- Non sono soggetti all’ammissione all’indice: società in accomandita semplice (LP), società in accomandita semplici principali e società d’investimenti (MLP, PTP), il Bollettino Over-The-Counter (OTCBB), fondi chiusi (CEF), fondi d’investimento quotati in borsa (ETF), note quotate in borsa (ETN), trust di royalty; stock di monitoraggio (Tracking Stock); azioni privilegiate, fondi aperti, mandati azionari, obbligazioni convertibili, fondi d’investimento, ADR e ADS. Possono essere inseriti i fondi immobiliari.

Anche se l’azienda cessa di rispondere ai criteri sopraelencati, ciò non comporta l’esclusione immediata. La causa principale dell’esclusione dall’indice è la vendita o la fusione.

## S&P 500 EWI
A partire dall’inizio del 2003, esiste l’indice S&P 500 EWI nel quale tutti i 500 partecipanti hanno il peso uguale pari al 0,2%. L’indice viene corretto trimestralmente.

## Performance

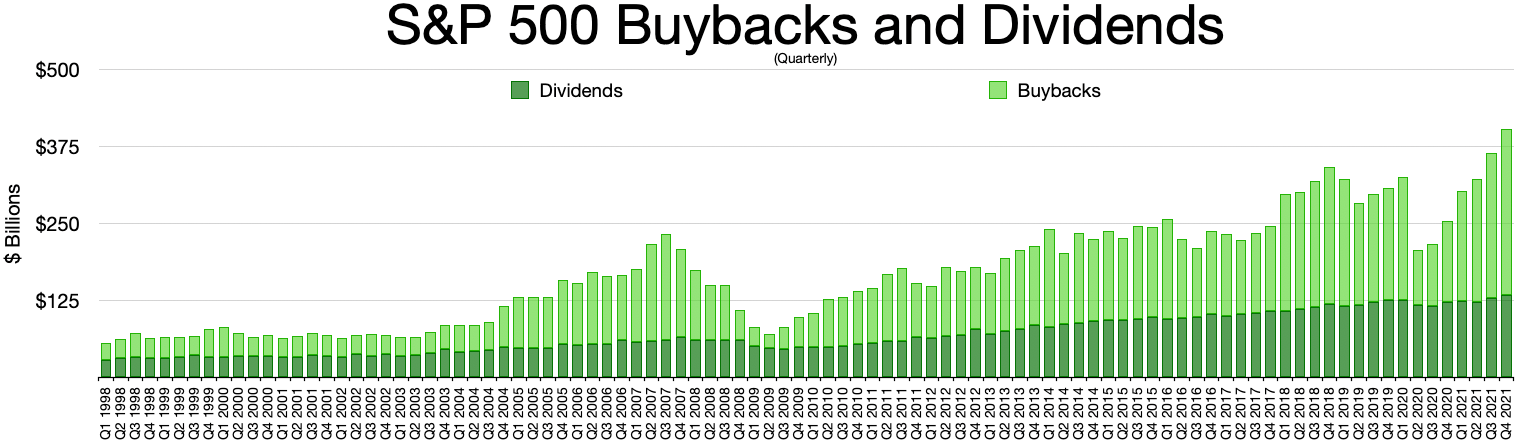
S&P 500 Buybacks and Dividends (quarterly)
Stock buyback
Dividends

| Anno   | Rendimento lordo annuo | Rendimento Totale annuo, inclusi dividendi | Valore di $1.00 investito il 1 Gennaio 1970 | Rendimento annualizzato su | Rendimento annualizzato su | Rendimento annualizzato su | Rendimento annualizzato su | Rendimento annualizzato su |
| Anno   | Rendimento lordo annuo | Rendimento Totale annuo, inclusi dividendi | Valore di $1.00 investito il 1 Gennaio 1970 | 5 anni                     | 10 anni                    | 15 anni                    | 20 anni                    | 25 anni                    |
| ------ | ---------------------- | ------------------------------------------ | ------------------------------------------- | -------------------------- | -------------------------- | -------------------------- | -------------------------- | -------------------------- |
| 1961   | 23.13%                 | -                                          | -                                           | -                          | -                          | -                          | -                          | -                          |
| 1962   | -11.81%                | -                                          | -                                           | -                          | -                          | -                          | -                          | -                          |
| 1963   | 18.89%                 | -                                          | -                                           | -                          | -                          | -                          | -                          | -                          |
| 1964   | 12.97%                 | -                                          | -                                           | -                          | -                          | -                          | -                          | -                          |
| 1965   | 9.06%                  | -                                          | -                                           | -                          | -                          | -                          | -                          | -                          |
| 1966   | -13.09%                | -                                          | -                                           | -                          | -                          | -                          | -                          | -                          |
| 1967   | 20.09%                 | -                                          | -                                           | -                          | -                          | -                          | -                          | -                          |
| 1968   | 7.66%                  | -                                          | -                                           | -                          | -                          | -                          | -                          | -                          |
| 1969   | -11.36%                | -                                          | -                                           | -                          | -                          | -                          | -                          | -                          |
| 1970   | 0.10%                  | 4.01%                                      | $1.04                                       | -                          | -                          | -                          | -                          | -                          |
| 1971   | 10.79%                 | 14.31%                                     | $1.19                                       | -                          | -                          | -                          | -                          | -                          |
| 1972   | 15.63%                 | 18.98%                                     | $1.41                                       | -                          | -                          | -                          | -                          | -                          |
| 1973   | −17.37%                | −14.66%                                    | $1.21                                       | -                          | -                          | -                          | -                          | -                          |
| 1974   | −29.72%                | −26.47%                                    | $0.89                                       | −2.35%                     | -                          | -                          | -                          | -                          |
| 1975   | 31.55%                 | 37.20%                                     | $1.22                                       | 3.21%                      | -                          | -                          | -                          | -                          |
| 1976   | 19.15%                 | 23.84%                                     | $1.51                                       | 4.87%                      | -                          | -                          | -                          | -                          |
| 1977   | −11.50%                | −7.18%                                     | $1.40                                       | −0.21%                     | -                          | -                          | -                          | -                          |
| 1978   | 1.06%                  | 6.56%                                      | $1.49                                       | 4.32%                      | -                          | -                          | -                          | -                          |
| 1979   | 12.31%                 | 18.44%                                     | $1.77                                       | 14.76%                     | 5.86%                      | -                          | -                          | -                          |
| 1980   | 25.77%                 | 32.50%                                     | $2.34                                       | 13.96%                     | 8.45%                      | -                          | -                          | -                          |
| 1981   | −9.73%                 | −4.92%                                     | $2.23                                       | 8.10%                      | 6.47%                      | -                          | -                          | -                          |
| 1982   | 14.76%                 | 21.55%                                     | $2.71                                       | 14.09%                     | 6.70%                      | -                          | -                          | -                          |
| 1983   | 17.27%                 | 22.56%                                     | $3.32                                       | 17.32%                     | 10.63%                     | -                          | -                          | -                          |
| 1984   | 1.40%                  | 6.27%                                      | $3.52                                       | 14.81%                     | 14.78%                     | 8.76%                      | -                          | -                          |
| 1985   | 26.33%                 | 31.73%                                     | $4.64                                       | 14.67%                     | 14.32%                     | 10.49%                     | -                          | -                          |
| 1986   | 14.62%                 | 18.67%                                     | $5.51                                       | 19.87%                     | 13.83%                     | 10.76%                     | -                          | -                          |
| 1987   | 2.03%                  | 5.25%                                      | $5.80                                       | 16.47%                     | 15.27%                     | 9.86%                      | -                          | -                          |
| 1988   | 12.40%                 | 16.61%                                     | $6.76                                       | 15.31%                     | 16.31%                     | 12.17%                     | -                          | -                          |
| 1989   | 27.25%                 | 31.69%                                     | $8.90                                       | 20.37%                     | 17.55%                     | 16.61%                     | 11.55%                     | -                          |
| 1990   | −6.56%                 | −3.10%                                     | $8.63                                       | 13.20%                     | 13.93%                     | 13.94%                     | 11.16%                     | -                          |
| 1991   | 26.31%                 | 30.47%                                     | $11.26                                      | 15.36%                     | 17.59%                     | 14.34%                     | 11.90%                     | -                          |
| 1992   | 4.46%                  | 7.62%                                      | $12.11                                      | 15.88%                     | 16.17%                     | 15.47%                     | 11.34%                     | -                          |
| 1993   | 7.06%                  | 10.08%                                     | $13.33                                      | 14.55%                     | 14.93%                     | 15.72%                     | 12.76%                     | -                          |
| 1994   | −1.54%                 | 1.32%                                      | $13.51                                      | 8.70%                      | 14.38%                     | 14.52%                     | 14.58%                     | 10.98%                     |
| 1995   | 34.11%                 | 37.58%                                     | $18.59                                      | 16.59%                     | 14.88%                     | 14.81%                     | 14.60%                     | 12.22%                     |
| 1996   | 20.26%                 | 22.96%                                     | $22.86                                      | 15.22%                     | 15.29%                     | 16.80%                     | 14.56%                     | 12.55%                     |
| 1997   | 31.01%                 | 33.36%                                     | $30.48                                      | 20.27%                     | 18.05%                     | 17.52%                     | 16.65%                     | 13.07%                     |
| 1998   | 26.67%                 | 28.58%                                     | $39.19                                      | 24.06%                     | 19.21%                     | 17.90%                     | 17.75%                     | 14.94%                     |
| 1999   | 19.53%                 | 21.04%                                     | $47.44                                      | 28.56%                     | 18.21%                     | 18.93%                     | 17.88%                     | 17.25%                     |
| 2000   | −10.14%                | −9.10%                                     | $43.12                                      | 18.33%                     | 17.46%                     | 16.02%                     | 15.68%                     | 15.34%                     |
| 2001   | −13.04%                | −11.89%                                    | $37.99                                      | 10.70%                     | 12.94%                     | 13.74%                     | 15.24%                     | 13.78%                     |
| 2002   | −23.37%                | −22.10%                                    | $29.60                                      | −0.59%                     | 9.34%                      | 11.48%                     | 12.71%                     | 12.98%                     |
| 2003   | 26.38%                 | 28.68%                                     | $38.09                                      | −0.57%                     | 11.07%                     | 12.22%                     | 12.98%                     | 13.84%                     |
| 2004   | 8.99%                  | 10.88%                                     | $42.23                                      | −2.30%                     | 12.07%                     | 10.94%                     | 13.22%                     | 13.54%                     |
| 2005   | 3.00%                  | 4.91%                                      | $44.30                                      | 0.54%                      | 9.07%                      | 11.52%                     | 11.94%                     | 12.48%                     |
| 2006   | 13.62%                 | 15.79%                                     | $51.30                                      | 6.19%                      | 8.42%                      | 10.64%                     | 11.80%                     | 13.37%                     |
| 2007   | 3.53%                  | 5.49%                                      | $54.12                                      | 12.83%                     | 5.91%                      | 10.49%                     | 11.82%                     | 12.73%                     |
| 2008   | −38.49%                | −37.00%                                    | $34.09                                      | −2.19%                     | −1.38%                     | 6.46%                      | 8.43%                      | 9.77%                      |
| 2009   | 23.45%                 | 26.46%                                     | $43.11                                      | 0.41%                      | −0.95%                     | 8.04%                      | 8.21%                      | 10.54%                     |
| 2010   | 12.78%                 | 15.06%                                     | $49.61                                      | 2.29%                      | 1.41%                      | 6.76%                      | 9.14%                      | 9.94%                      |
| 2011   | -0.00%                 | 2.11%                                      | $50.65                                      | −0.25%                     | 2.92%                      | 5.45%                      | 7.81%                      | 9.28%                      |
| 2012   | 13.41%                 | 16.00%                                     | $58.76                                      | 1.66%                      | 7.10%                      | 4.47%                      | 8.22%                      | 9.71%                      |
| 2013   | 29.60%                 | 32.39%                                     | $77.79                                      | 17.94%                     | 7.40%                      | 4.68%                      | 9.22%                      | 10.26%                     |
| 2014   | 11.39%                 | 13.69%                                     | $88.44                                      | 15.45%                     | 7.67%                      | 4.24%                      | 9.85%                      | 9.62%                      |
| 2015   | −0.73%                 | 1.38%                                      | $89.66                                      | 12.57%                     | 7.30%                      | 5.00%                      | 8.19%                      | 9.82%                      |
| 2016   | 9.54%                  | 11.96%                                     | $100.38                                     | 14.66%                     | 6.94%                      | 6.69%                      | 7.68%                      | 9.15%                      |
| 2017   | 19.42%                 | 21.83%                                     | $122.30                                     | 15.79%                     | 8.49%                      | 9.92%                      | 7.19%                      | 9.69%                      |
| 2018   | −6.24%                 | −4.38%                                     | $116.94                                     | 8.49%                      | 13.12%                     | 7.77%                      | 5.62%                      | 9.07%                      |
| 2019   | 28.88%                 | 31.49%                                     | $153.76                                     | 11.70%                     | 13.56%                     | 9.00%                      | 6.06%                      | 10.22%                     |
| 2020   | 16.26%                 | 18.40%                                     | $182.06                                     | 15.22%                     | 13.89%                     | 9.88%                      | 7.47%                      | 9.56%                      |
| 2021   | 26.89%                 | 28.71%                                     | $234.33                                     | 18.48%                     | 16.55%                     | 10.66%                     | 9.52%                      | 9.76%                      |
| 2022   | −19.44%                | −18.11%                                    | $191.89                                     | 9.43%                      | 12.56%                     | 8.80%                      | 9.80%                      | 7.64%                      |
| 2023   | 24.23%                 | 26.29%                                     | $242.34                                     | 15.69%                     | 12.03%                     | 13.97%                     | 9.69%                      | 7.56%                      |
| 2024   | 23.31%                 | 25.02%                                     | $302.97                                     | 14.53%                     | 13.10%                     | 13.88%                     | 10.35%                     | 7.70%                      |
| High   | 34.11%                 | 37.58%                                     | ---                                         | 28.56%                     | 19.21%                     | 18.93%                     | 17.88%                     | 17.25%                     |
| Low    | −38.49%                | −37.00%                                    | ---                                         | −2.35%                     | −1.38%                     | 4.24%                      | 5.62%                      | 7.56%                      |
| Median | 12.40%                 | 15.79%                                     | ---                                         | 14.09%                     | 12.75%                     | 10.76%                     | 11.25%                     | 10.26%                     |
| Anno   | Rendimento lordo annuo | Rendimento Totale annuo, inclusi dividendi | Valore di $1.00 investito il 1 Gennaio 1970 | Rendimento annualizzato su | Rendimento annualizzato su | Rendimento annualizzato su | Rendimento annualizzato su | Rendimento annualizzato su |
| Anno   | Rendimento lordo annuo | Rendimento Totale annuo, inclusi dividendi | Valore di $1.00 investito il 1 Gennaio 1970 | 5 anni                     | 10 anni                    | 15 anni                    | 20 anni                    | 25 anni                    |